# Echoes: The Best of Pink Floyd
Az Egyesült Királyságban 2001. november 5-én, az Amerikai Egyesült Államokban pedig november 6-án jelent meg a Pink Floyd Echoes: The Best of Pink Floyd című dupla válogatásalbuma. A Billboard 200-as listáján 2001. november 24-én került fel, rögtön a második helyre 214 650 eladott példánnyal. (A listát Britney Spears Britney című albuma vezette, míg a harmadik helyen Michael Jackson Invincible című albuma foglalt helyet.) A listán 26 hétig szerepelt. A RIAA először arany, platina, majd 2001. december 6-án dupla platina minősítést adott az albumnak az Egyesült Államokban. 2002. január 8-án a szervezet hárommillió eladott példány után tripla platinaalbumnak minősítette.
Ez az első CD-kiadás, amin megjelent a When the Tigers Broke Free című dal a The Wall filmváltozatából (2004-ben felkerült a The Final Cut újrakevert változatára is).
A válogatás a Pink Floyd pályájának minden szakaszából tartalmaz dalokat. Megtalálható rajta első kislemezük, az Arnold Layne, valamint a High Hopes, a The Division Bell utolsó dala. Az albumon található huszonhat dal nem a megjelenés sorrendjében követi egymást. Az album felépítése (a dalok szünet nélküli egymásba úszása) segít újraalkotni az együttes koncept album periódusának érzését. Valamennyi dalt James Guthrie keverte újra.
Az album a legnagyobb Pink Floyd-rajongóktól erős kritikákat kapott, mert nincsenek rajta dalok a Music from the Film More, az Ummagumma, az Atom Heart Mother és az Obscured by Clouds című albumokról, valamint az Echoes, a Marooned, a Shine On You Crazy Diamond, a Sheep és a High Hopes című dalok rövidebbek, mint az eredeti kiadásokban. A rövidebb verziók mellett új rajongók megszerzésével érveltek, mivel ez fontosabb volt, mint a régi rajongók, akiknek úgy is megvannak az eredeti Pink Floyd-albumok.
Az album borítója számos jól ismert Pink Floyd-képből készült kollázs, amelyek korábbi promóciós filmekből, klipekből, kislemez- és albumborítókból ismertek. Az elülső borítón rögtön több ismert szimbólumot találunk, például az úszót, a lángoló ruhájú üzletembert és a fátylat a Wish You Were Here borítójáról, egy porcelán disznót és tehenet az Animals és az Atom Heart Mother albumokról, az evezőst és a tavat a The Rower című filmből (az 1994-es turnén vetítették), a The Division Bell album fejeit kicsiben, egy repülőgépet, amely a Learning to Fly című dalra utal, valamint egy képet a Meddle víz alatti füléről.
Az album borítóját Storm Thorgerson tervezte és készítette. 2006 októberében az album egy új, biológiailag lebomló csomagolásban is megjelent, ami eldobása után nem szennyezi a környezetet.

## Az album dalai

### Első lemez
1. Astronomy Domine – 4:10 (The Piper at the Gates of Dawn, 1967)
2. See Emily Play – 2:47 (kislemez, 1967)
3. The Happiest Days of Our Lives – 1:38 (The Wall, 1979)
4. Another Brick in the Wall (Part 2) – 4:01 (The Wall, 1979)
5. Echoes – 16:30 (rövidített, Meddle, 1971)
6. Hey You – 4:39 (The Wall, 1979)
7. Marooned – 2:02 (rövidített, The Division Bell, 1994)
8. The Great Gig in the Sky – 4:39 (The Dark Side of the Moon, 1973)
9. Set the Controls for the Heart of the Sun – 5:20 (A Saucerful of Secrets, 1968)
10. Money – 6:29 (The Dark Side of the Moon, 1973)
11. Keep Talking – 5:57 (The Division Bell, 1994)
12. Sheep – 9:46 (Animals, 1977)
13. Sorrow – 8:45 (A Momentary Lapse of Reason, 1987)

### Második lemez
1. Shine On You Crazy Diamond (Parts 1-7) – 17:32 (néhány gitárszóló átszerkesztve – Wish You Were Here, 1975)
2. Time – 6:48 (The Dark Side of the Moon, 1973)
3. The Fletcher Memorial Home – 4:07 (The Final Cut, 1983)
4. Comfortably Numb – 6:53 (meghosszabbítva a Bring the Boys Back Home című dal végével – The Wall, 1979)
5. When the Tigers Broke Free – 3:42 (A The Wall filmváltozatából)
6. One of These Days – 5:14 (Meddle, 1971)
7. Us and Them – 7:51 (The Dark Side of the Moon, 1973)
8. Learning to Fly – 4:50 (A Momentary Lapse of Reason, 1987)
9. Arnold Layne – 2:52 (kislemez, 1967)
10. Wish You Were Here – 5:20 (Wish You Were Here, 1975)
11. Jugband Blues – 2:56 (A Saucerful of Secrets, 1968)
12. High Hopes – 6:59 (The Division Bell, 1994)
13. Bike – 3:24 (The Piper at the Gates of Dawn, 1967)

## Érdekesség
James Guthrie elmondása szerint a következő dalok is szerepeltek az album tervében:
- Brain Damage (a The Dark Side of the Moon című albumról)
- Eclipse (a The Dark Side of the Moon című albumról)
- Interstellar Overdrive (a The Piper at the Gates of Dawn című albumról)
- Careful with That Axe, Eugene (a Point Me at the Sky című kislemez B-oldaláról, a Relics és a The Early Singles című albumokról)
- Fearless (a Meddle című albumról)
- Breathe (a The Dark Side of the Moon című albumról)
- Paranoid Eyes (a The Final Cut című albumról)
- Mother (a The Wall című albumról)
- Your Possible Pasts (a The Final Cut című albumról)
- Fat Old Sun (az Atom Heart Mother című albumról)
- San Tropez (a Meddle című albumról)
- Atom Heart Mother (az Atom Heart Mother című albumról)
- If (az Atom Heart Mother című albumról)
- Grantchester Meadows (az Ummagumma című albumról)
- The Scarecrow (a The Piper at the Gates of Dawn című albumról)
- Chapter 24 (a The Piper at the Gates of Dawn című albumról)
- Dogs (az Animals című albumról)
- Nobody Home (a The Wall című albumról)
- Young Lust (a The Wall című albumról)
- The Gunner's Dream (a The Final Cut című albumról)

## Helyezések
Album
| Év   | Lista                           | Helyezés |
| ---- | ------------------------------- | -------- |
| 2001 | The Billboard 200               | 2        |
| 2001 | Billboard's Top Internet Albums | 1        |

## Közreműködők
- Syd Barrett – ének, gitár (Astronomy Domine, See Emily Play, Arnold Layne, Jugband Blues, Bike)
- Roger Waters – ének, basszusgitár, effektek, ritmusgitár (Sheep)
- David Gilmour – ének, gitár, basszusgitár (Hey You, Sheep, High Hopes), billentyűs hangszerek, dobprogramok (Sorrow)
- Richard Wright – ének, billentyűs hangszerek, zongora, orgona, clavinet, szintetizátor
- Nick Mason – dob, ütőhangszerek, effektek, ének a One of These Days című dalban
- 8 fő az Üdvhadsereg zenekarából: Ray Bowes (kornett), Terry Camsey (kornett), Mac Carter (harsona), Les Condon (basszus), Maurice Cooper (baritonszaxkürt), Ian Hankey (harsona), George Whittingham (basszus), és mások (Jugband Blues)
- Dick Parry – bariton- és tenorszaxofon (Money, Shine On You Crazy Diamond, Us and Them)
- Clare Torry – ének (The Great Gig in the Sky)
- az Islington Green School kórusa – kórus az Another Brick in the Wall (Part 2) című dalban
- Lee Ritenour – akusztikus gitár (Comfortably Numb)
- Pontardulais Male Voice Kórus Noel Davis vezetésével – kórus a When the Tigers Broke Free című dalban
- Michael Kamen – karmester, nagyzenekari hangszerelés (High Hopes, The Fletcher Memorial Home, When the Tigers Broke Free), zongora (The Fletcher Memorial Home)
- Tony Levin – basszusgitár (Sorrow, Learning to Fly)
- Jon Carin – billentyűs hangszerek (Marooned, Keep Talking, High Hopes)
- Guy Pratt – basszusgitár a  (Marooned, Keep Talking)
- Sam Brown, Durga McBroom és Carol Kenyon – vokál (Keep Talking)

### Produkció
- James Guthrie – újrakeverés, ütőhangszerek (The Happiest Days of Our Lives)
- Storm Thorgerson – album borító